# Bảo tàng Vùng Rawska ở Rawa Mazowiecka
Bảo tàng Vùng Rawska ở Rawa Mazowiecka (tiếng Ba Lan: Muzeum Ziemi Rawskiej w Rawie Mazowieckiej) là một bảo tàng tọa lạc trong tòa nhà

## Lược sử hình thành
Bảo tàng Vùng Rawska ở Rawa Mazowiecka được thành lập vào năm 1965 theo khởi xướng của Hiệp hội những người bạn của Bảo tàng Vùng Rawska. Các bộ sưu tập ban đầu của Bảo tàng được thu thập và đặt trong Tháp Lâu đài Công tước Mazovia, và sau đó là trong tòa nhà trước đây là một trường đại học Dòng Tên. Bảo tàng Vùng Rawska ở Rawa Mazowiecka chính thức mở cửa đón công chúng vào ngày 22 tháng 7 năm 1966. Bảo tàng hoạt động ở địa điểm này cho đến năm 1981 thì phải đóng cửa tạm thời để chuyển đến một biệt thự được xây dựng vào năm 1930 tại số 26 Phố Łowicka. Bảo tàng mở cửa trở lại vào tháng 12 năm 1984.

## Triển lãm
Hiện nay, trong biệt thự tại số 26 Phố Łowicka có 2 triển lãm thường trực, và trong Tháp Lâu đài Công tước Mazovia có 3 triển lãm thường trực.

## Giờ mở cửa
Bảo tàng Vùng Rawska ở Rawa Mazowiecka hoạt động quanh năm, mở cửa tất cả các ngày trong tuần trừ Chủ nhật. Trong khi đó, Tháp Lâu đài Công tước Mazovia chỉ mở cửa vào mùa hè, cụ thể là từ tháng 6 đến tháng 9, và chỉ mở cửa các ngày thứ Bảy và Chủ nhật, các ngày khác trong tuần Tháp chỉ phục vụ đối tượng tham quan là các nhóm có tổ chức theo sự sắp xếp trước.